# Recinto de la Villa de Madrid
El Recinto de la Villa de Madrid es un conjunto histórico con el estatus de Bien de Interés Cultural desde 1995, que comprende el casco histórico de la capital de España.

## Descripción
La delimitación del conjunto histórico y su entorno de protección engloba los tres ámbitos que se corresponden sensiblemente con las fases del crecimiento histórico de Madrid: el recinto islámico de Magerit (siglo XI), la cerca de Felipe IV (siglo XVII) y el ensanche de Carlos María de Castro (siglo XIX). Será el ámbito que viene a corresponder con la propuesta de Castro para el ensanche de Madrid en el año 1857 el que se utilizó como límite físico del recinto.
El primer recinto, se correspondería aproximadamente con el definido por Mesonero Romanos refiriéndose a cuando en el año 1085 Magerit fue conquistada por Alfonso VI. Después de este primer recinto, el segundo viene a corresponder con la cerca de carácter administrativo construida por Felipe IV en 1625 y que se ha venido a considerar como el Madrid de los Austrias. Este sería el Madrid que define claramente el plano de Pedro de Texeira. El tercer recinto se corresponde con la propuesta de Castro para el ensanche de Madrid del año 1857. Aquí la delimitación del entorno de protección se apartó en algunas zonas de la planificación teórica de Castro, adaptándose más al ensanche finalmente ejecutado. Estas diferencias se observan en las zonas norte y este en las que el trazado original habría supuesto la prolongación de las calles de San Francisco de Sales y del Doctor Esquerdo hasta el río Manzanares.
El recinto alberga en su interior gran parte del patrimonio monumental de la ciudad. Se consideraron igualmente dos unidades adicionales para el conjunto: el grupo de colonias de los Altos del Hipódromo y el cementerio de San Isidro.

## Estatus patrimonial
El 27 de abril de 1995 fue declarado Bien de Interés Cultural, en la categoría de conjunto histórico, mediante un decreto publicado el 22 de mayo de ese mismo año en el Boletín Oficial de la Comunidad de Madrid, con la rúbrica del entonces presidente de la comunidad autónoma, Joaquín Leguina, y del consejero de Educación y Cultura, Jaime Lissavetzky.